# Schienenverkehr in Mosambik

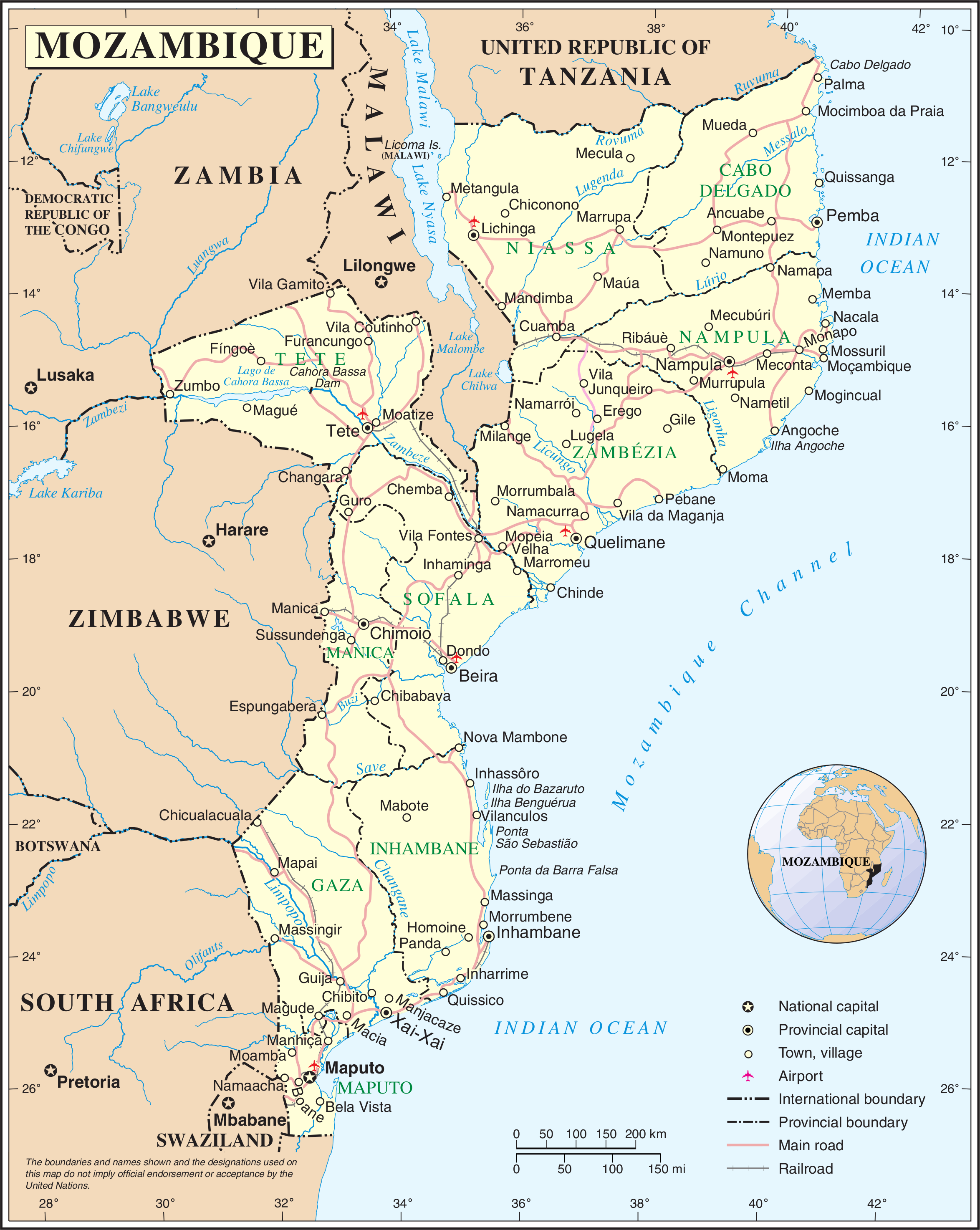
Mosambik mit einigen Eisenbahnstrecken

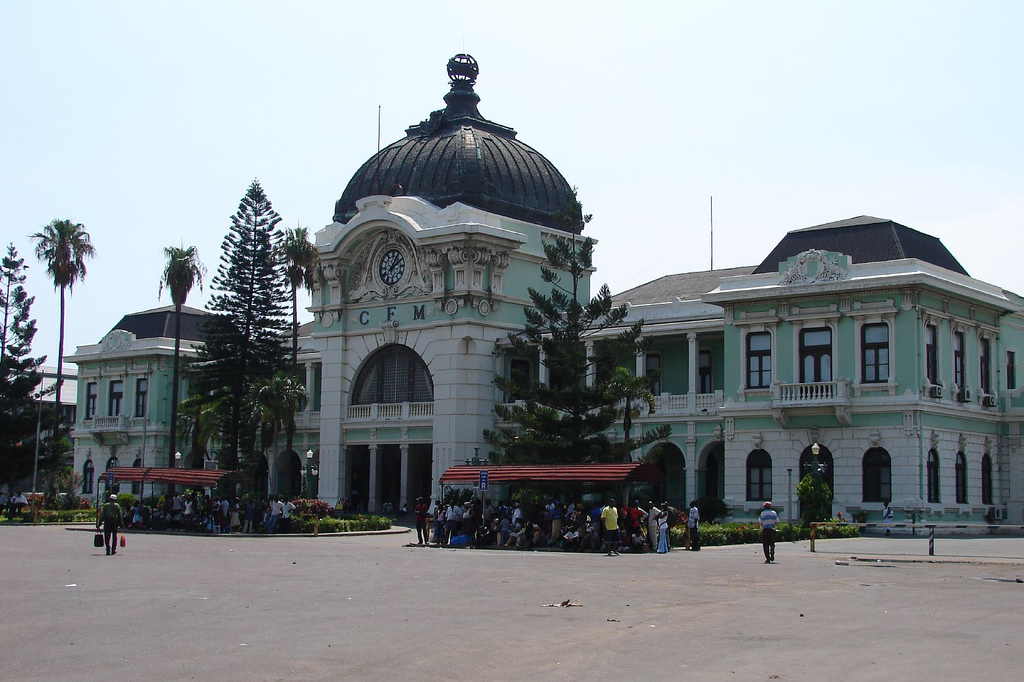
Empfangsgebäude des Bahnhofs Maputo

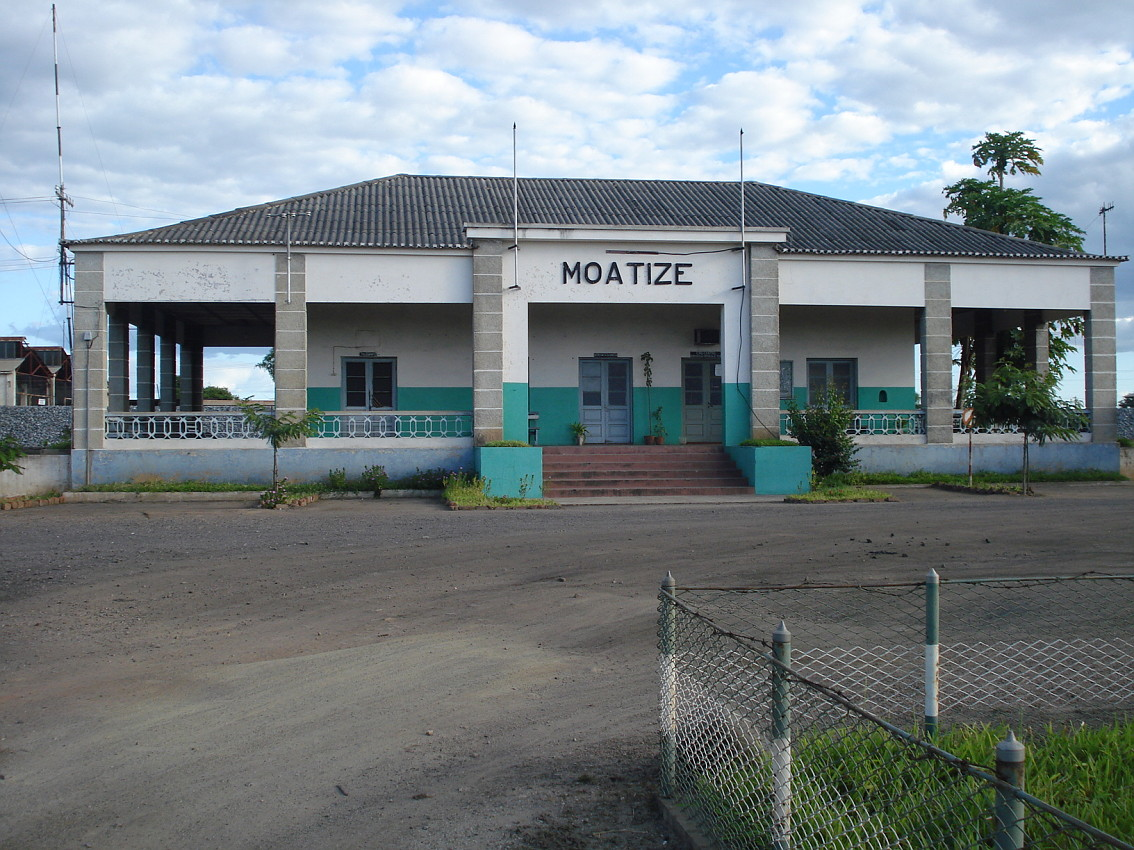
Empfangsgebäude des Bahnhofs Moatize

Der Schienenverkehr in Mosambik wird auf mehreren Netzen durchgeführt, die innerhalb Mosambiks nicht verbunden sind. In drei Netzen gibt es sowohl Personen- als auch Güterverkehr. Die gesamte Streckenlänge beträgt 4787 Kilometer in der im südlichen Afrika üblichen Kapspur (Stand 2010). Alleiniger Betreiber war bis 2004 die staatliche Gesellschaft Portos e Caminhos de Ferro de Moçambique (CFM). Seither wurden Strecken international ausgeschrieben und zum Beispiel von der indisch-mosambikanischen Companhia dos Caminhos de Ferro da Beira (CCFB, deutsch: „Eisenbahngesellschaft von Beira“) betrieben.

## Topographie
Mosambik ist ein in Nord-Süd-Richtung langgestrecktes Land am Indischen Ozean. Die Höhenunterschiede sind überwiegend gering. Der Sambesi fließt von West nach Ost durch Mosambik. Die größten Städte des Landes sind Hafenstädte. Westlich von Mosambik liegen die Binnenstaaten (von Nord nach Süd) Malawi, Sambia und Simbabwe sowie weite Teile Südafrikas, für die die mosambikanischen Häfen Nacala, Beira und Maputo die nächstgelegenen Häfen am Indischen Ozean sind. Das Staatsgebiet von Malawi reicht bis weit in das mosambikanische Gebiet hinein; eine Zugfahrt zwischen dem Norden und der Mitte Mosambiks ist nur über malawisches Territorium möglich.

## Geschichte

### Privatbahnsysteme
Mosambik war bis 1975 eine portugiesische Kolonie. Deren Eisenbahnen entwickelten sich von den Häfen am Indischen Ozean in das Hinterland, das diese Häfen für den Export seiner Produkte benötigte. Die Strecken wurden von Konzessionsgesellschaften betrieben, die darin neben dem Eintreiben von Steuern und dem Betrieb von Plantagen eine ihrer Haupteinnahmequellen besaßen. Neben den Hauptnetzen, die in Kapspur errichtet wurden, bestanden eine Reihe kleinerer schmalspuriger Netze, die von einzelnen Plantagen oder Bergwerken errichtet worden waren.

#### Eisenbahnnetz von Lourenço Marques/Maputo

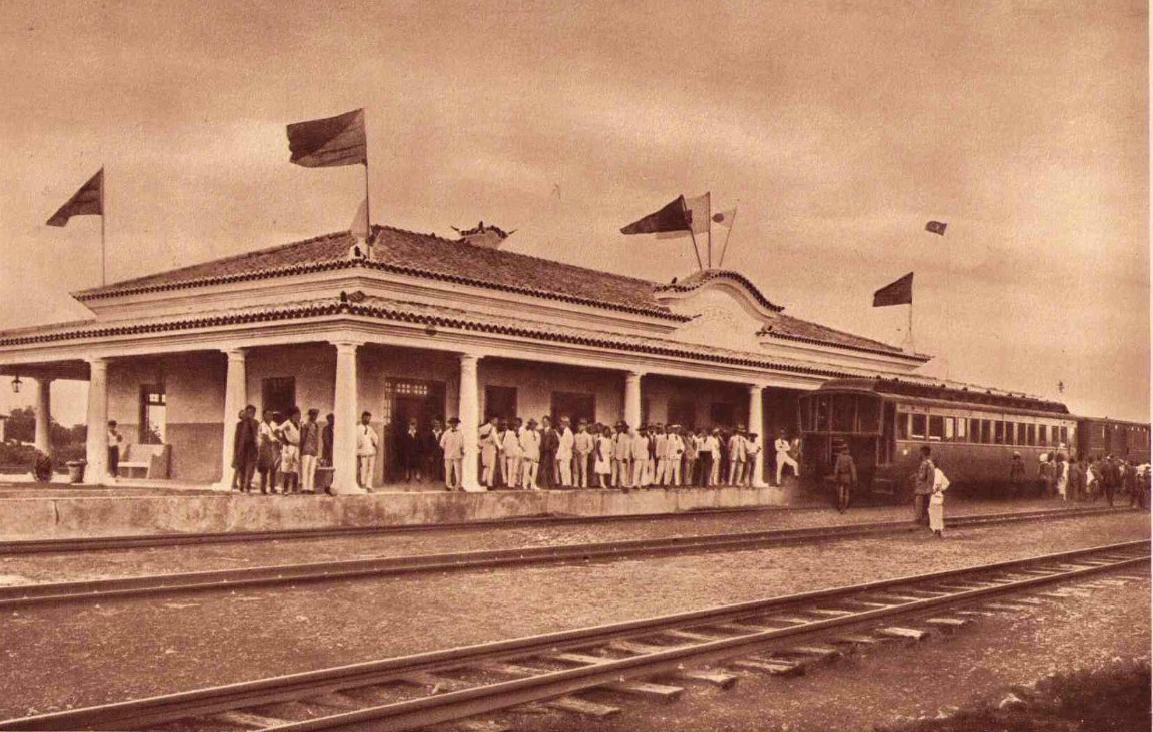
Bahnhof Moamba um 1920

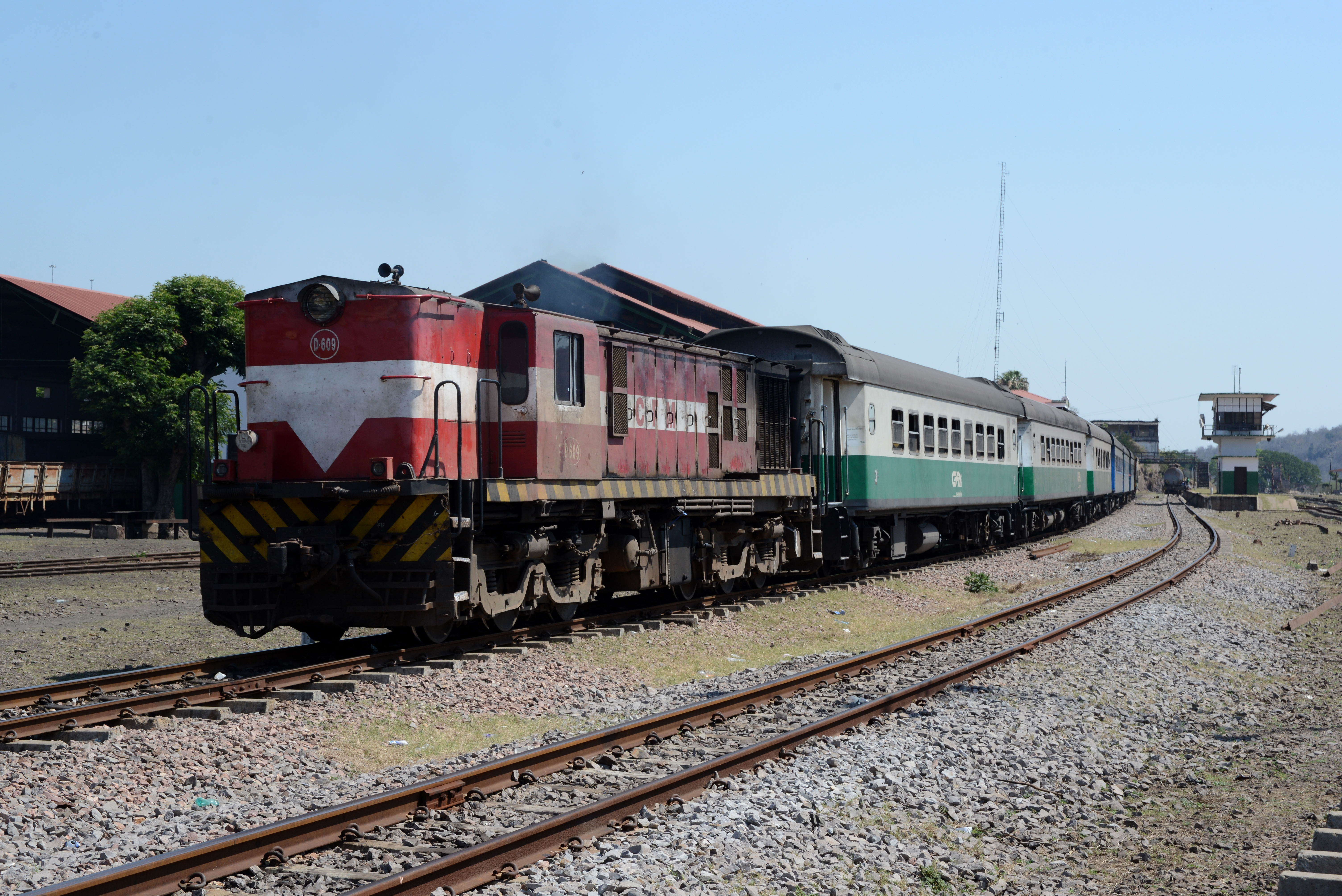
D-609 (ex YDM-4 Indien) mit Reisezug Ressano Garcia – Maputo im Bahnhof Ressano Garcia (2013)

1872 wurde seitens der Kolonialverwaltung erstmals eine Konzession vergeben, um die Bahnstrecke Lourenço Marques (heute: Maputo)–Pretoria zu errichten; 1875 wurde zwischen der Regierung von Transvaal und der Kolonialverwaltung von Mosambik ein entsprechendes Übereinkommen geschlossen. Dies hatte neben dem wirtschaftlichen auch einen politischen Hintergrund: Die damals selbstständigen Burenrepubliken im Norden Südafrikas wollten einen Hafenzugang, der nicht – wie die Häfen der Kapkolonie – von Großbritannien kontrolliert wurde. Gleichwohl kam das Projekt zunächst nicht voran. Erst Ende 1887 konnte die Strecke von Lourenço Marques zum künftigen mosambikanischen Grenzbahnhof Ressano Garcia durch die Delagoa Bay & East African Railway Company eröffnet werden. Sie wurde deshalb auch als Delagoa-Eisenbahn bezeichnet. Bereits 1887 kam es zu Streitigkeiten zwischen der portugiesisch-mosambikanischen Verwaltung und der Eisenbahngesellschaft, die dazu führten, dass der in Mosambik gelegene Abschnitt der Strecke staatlicherseits beschlagnahmt wurde. Nach dem Zweiten Burenkrieg wurde Transvaal 1902 dann jedoch britisch. Erst 1895 war die Gesamtstrecke Lourenço Marques–Pretoria durchgängig befahrbar. Das Gaza-Königreich im Südwesten Mosambiks wurde umgehend unterworfen, da es die Sicherheit des Eisenbahnverkehrs bedrohte. 1891 unterzeichneten Portugal und Großbritannien einen Vertrag über den Bau der Beirabahn, die den mosambikanischen Hafen Beira mit dem damaligen Salisbury in Rhodesien – heute Harare in Simbabwe – verbinden sollte. 1900 war die Strecke durchgehend befahrbar. Der Personenverkehr wurde auf Betreiben Südafrikas 2002 hier eingestellt, um diese Route der illegalen Einwanderung zu entziehen.
Zwischen 1906 und 1912 wurde eine 54 Kilometer lange Strecke von Lourenço Marques nach Goba an der Grenze zu Eswatini gebaut. Erst 1964 wurde sie ins benachbarte Eswatini verlängert und an das dortige Netz, das wiederum mit dem von Südafrika verbunden ist, angeschlossen. Von 1998 bis 2002 fand hier Personenverkehr statt.

#### Eisenbahnnetz von Beira

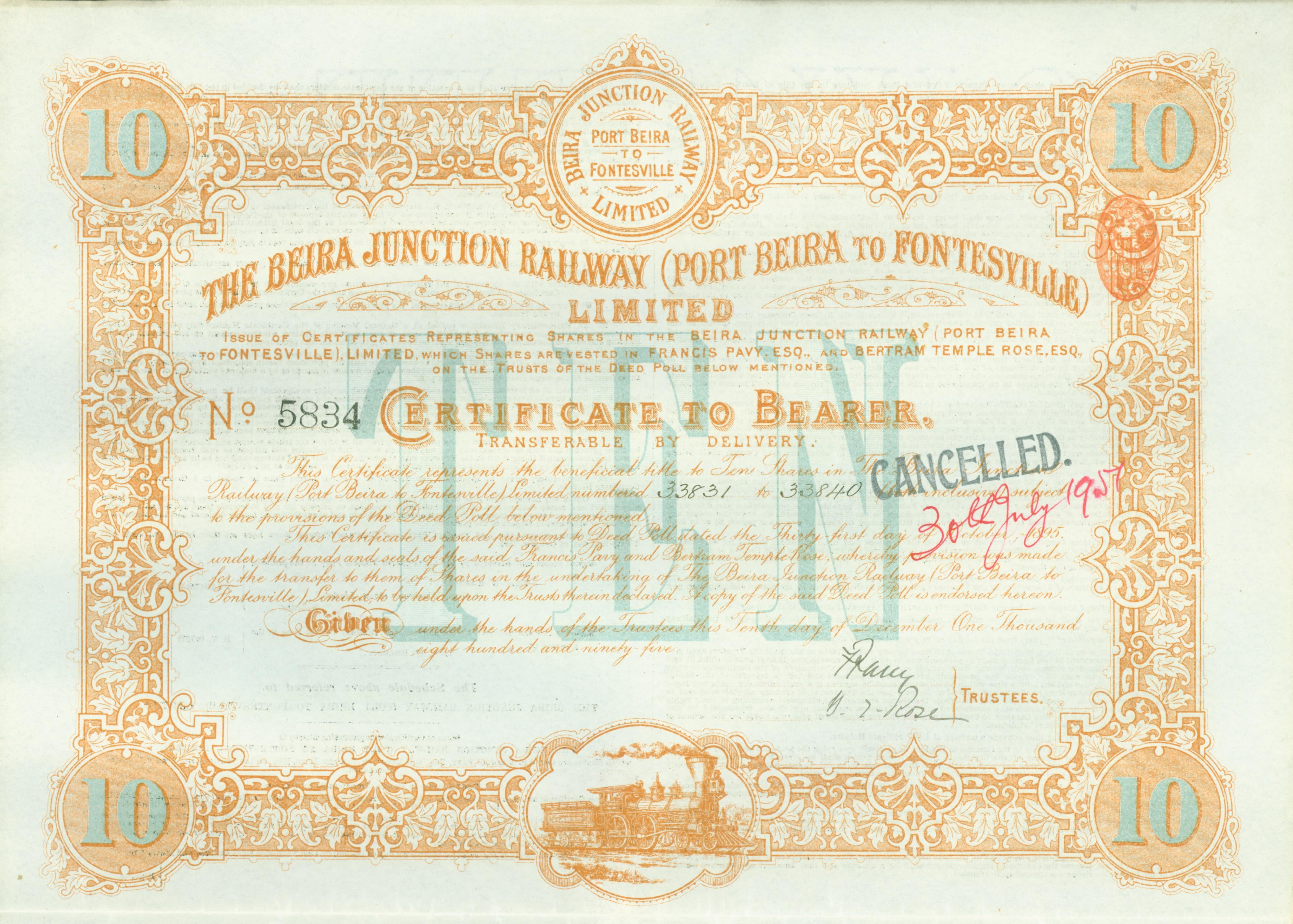
Aktie der Beira Junction Railway (Port Beira to Fontesville) Ltd. vom 10. Dezember 1895

1892 wurde die Beira Railway Company gegründet, eine Tochtergesellschaft der British South Africa Company. Sie kaufte zunächst einige bereits bestehende Konzessionen für Bahnstrecken auf. 1895 wechselte sie in die Hände einer anderen Muttergesellschaft und wurde in Beira Junction Railway Company umbenannt. Sie trieb eine Strecke vom Hafen Beira nach Umtali in Rhodesien voran. 1898 wurde die mit 610 mm Spurweite gebaute Strecke auf ganzer Länge eröffnet. Bereits 1900 wurde sie auf Kapspur umgespurt, um durchgehende Züge nach Salisbury und in das südafrikanische Netz zu ermöglichen.
Nachdem bereits 1897 eine Konzession erteilt worden war, wurde 1912 ein Vertrag zum Bau einer Strecke in das damalige Protektorat Njassaland, heute Malawi, unterzeichnet. Diese setzte als Zweigstrecke an die bestehende Strecke an. Es dauerte aber bis 1921, bis deren erster Abschnitt eröffnet werden konnte und erst 1922 wurde bei Sena der Sambesi erreicht. 1931 bis 1935 wurde mit der Ponte Dona Ana die längste Eisenbahnbrücke Afrikas errichtet und die Strecke bis Moatize fortgeführt, wo Steinkohle abgebaut wird.
Im Jahr 2016 wurden die Linie modernisiert und die Bahnsteige auf 1,5 Kilometer verlängert, sodass die Kapazität auf 20 Millionen Tonnen Kohle pro Jahr erhöht werden konnte. In den letzten Jahren hat auch das Passagieraufkommen stark zugenommen.

#### Eisenbahnnetz von Nacala
Im Norden des Landes wurde ab 1923 eine Strecke zunächst vom Hafen Lumbo ins Landesinnere vorangetrieben. 1947 erhielt sie eine zusätzliche Anbindung an den Hafen Nacala. Sie wurde über Nampula und Cuamba nach Njassaland geführt. Dort erhielt sie 1970 an den Grenzbahnhöfen Nayuçi/Likhonyowa Anschluss an das Eisenbahnnetz Malawis. Damit war auch Verkehr vom Eisenbahnnetz von Beira – über malawisches Territorium – zum Eisenbahnnetz von Nacala möglich.

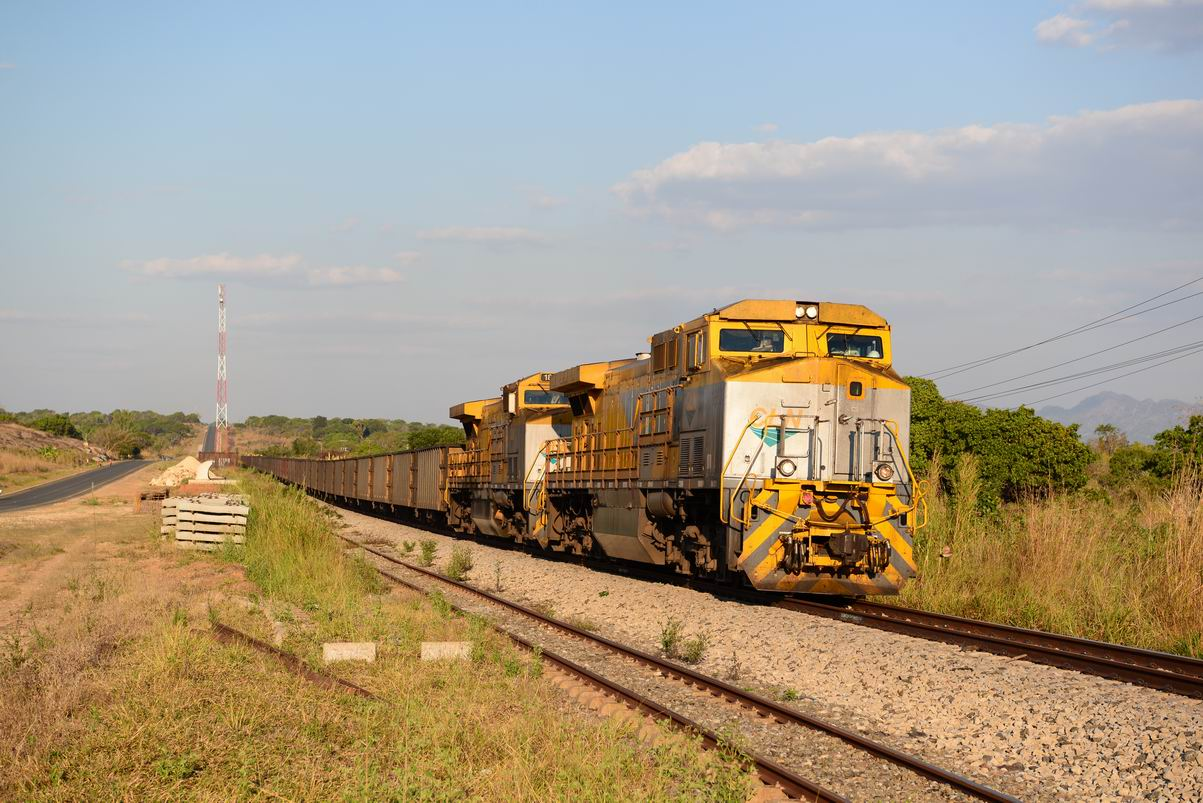
Kohle-Leerzug Nacala–Moatize bei Muitvaze im August 2018

Eine Stichstrecke führte seit den 1960er Jahren von Cuamba nordwärts nach Lichinga. Sie wurde im Bürgerkrieg zerstört und war seit ca. 1986 außer Betrieb. Die Bedeutung ihrer Streckenführung führte jedoch 1999 zur Wiedereröffnung, da die Provinz Niassa zu den am stärksten isolierten Landesteilen zählt. Mosambiks Präsident Armando Guebuza erklärte 2010, dass die Eisenbahnstrecke zu den wichtigsten Anliegen der Regierung gehört. 2010 begannen die Planungen für eine Verbindung von Moatize über Malawi zum Hafen von Nacala, wofür Neubaustrecken von Moatize nach Nkaya Junction in Malawi sowie im Gebiet von Nacala-à-Velha sowie eine Verbesserung bestehender Abschnitte benötigt werden. Über diese Strecke sollen jährlich 18 Millionen Tonnen Kohle abgefahren werden. Die Strecke ging einschließlich des Neubauabschnitts in Malawi Ende des Jahres 2014 in Betrieb. Auf ihr verkehren heute Kohlezüge mit einem Gesamtgewicht bis zu 10.000 Tonnen.

#### Weitere Netze
Ab 1910 entstand innerhalb weniger Jahre ein mit dem übrigen Eisenbahnnetz nicht verbundener Inselbetrieb in 750-mm-Spur, der sich ausgehend von Xai Xai nach Norden entwickelte. Nach Schäden durch schwere Überschwemmungen wurde das System im Jahr 2000 aufgegeben.
Zwischen 1910 und 1913 entstand eine von den übrigen Netzen isolierte Strecke in Kapspur zwischen den Hafenstädten Inharime und Inhambane, parallel zur Küste. Sie ist seit 1999 ohne Verkehr.
Eine Stichbahn von der Küste ins Hinterland wurde zwischen dem Hafen Moma und Namiquela 1912 in 600-mm-Spur errichtet. Sie wurde nach 1951 aufgegeben.
In der Provinz Zambezia wurde ab 1914 – zunächst in 750-mm-Spur, später umgespurt auf Kapspur – und 1922 eine 145 Kilometer lange Strecke von Quelimane am Indischen Ozean nordwärts nach Mocuba gebaut. Sie hat keine Verbindung zu anderen Netzen. Verkehr findet auf dieser Strecke nicht mehr statt. Sie ist inzwischen abgebaut.

### Staatsbahnsystem
1941 wurde die letzte Konzessionsgesellschaft verstaatlicht, so dass deren Bahnen nun dem Staat gehörten und von den portugiesischen Kolonialbehörden gesteuert wurden.
Am 27. März 1974 stieß bei São Miguel, in der Nähe von Lourenço Marques (heute: Maputo), ein aus Südrhodesien (heute: Simbabwe) kommender Personenzug mit einem in der Gegenrichtung verkehrenden Güterzug, der aus Kesselwagen, die Erdöl geladen hatten, frontal zusammen. Der dabei entstehende Brand entwickelte einen solchen Umfang und eine solche Hitze, dass Rettungsarbeiten für geraume Zeit unmöglich waren. Bei diesem Eisenbahnunfall starben 60 Menschen.
Mit der Unabhängigkeit Mosambiks wurde am 25. Juni 1975 auch die nationale Eisenbahngesellschaft Caminhos de Ferro de Moçambique gegründet. Sie wurde später in Portos e Caminhos de Ferro de Moçambique (deutsch: „Häfen und Eisenbahnen von Mosambik“) umbenannt und übernahm auch den Betrieb der Seehäfen.
Infolge des mosambikanischen Bürgerkriegs von 1977 bis 1992 wurden Fahrzeuge und Eisenbahninfrastruktur schwer beschädigt, der Eisenbahnverkehr stark eingeschränkt und einige Strecken durch Kriegshandlungen zerstört. Dazu zählten die Strecken Beira–Sena–Moatize und die Verbindung von Sena nach Malawi, nachdem bei Sena die Brücke über den Sambesi gesprengt worden war. Die Strecke Nacala–Cuambo im Norden des Landes wurde nach 1992 wieder aufgebaut, der Abschnitt zur malawischen Grenze blieb damals unbefahrbar.
2002 ereignete sich ein schwerer Eisenbahnunfall mit einem aus Südafrika kommenden Zug bei Tenga, der 192 Tote und 167 Verletzte forderte.
2004 erwarb die CCFB, die zu 51 % zwei indischen Firmen, darunter RITES, und zu 49 % der CFM gehört, die Konzession für den Betrieb der Beirabahn und der wiederaufzubauenden Sena-Linie. Ebenfalls 2004 erhielt Mosambik einen Kredit der Weltbank, um mehrere Strecken wiederaufzubauen.

## Gegenwart
2008 betrug die Streckenlänge rund 3100 Kilometer. Seither sind mehrere Strecken wiedereröffnet worden. So wurde die Strecke von Beira in Richtung Moatize seit 2008 erstmals seit dem Bürgerkrieg auf 300 Kilometern wieder mit Personenzügen befahren und Moatize 2010 erstmals nach über 20 Jahren wieder von Zügen erreicht. 2014 betrug die Streckenlänge 4787 Kilometer.
Hauptbetreiber ist die Portos e Caminhos de Ferro de Moçambique (CFM), die sowohl Güter- als auch Personenverkehr durchführt. Die CFM ist in die drei separaten Netze Nord, Zambézia und Sud aufgeteilt. Das ehemalige Netz Centro um Beira wird von der Companhia dos Caminhos de Ferro da Beira (CCFB) betrieben.

### Güterverkehr
Auf den vorhandenen Strecken findet Güterverkehr statt, vorrangig von und zu den Häfen am Indischen Ozean. 2008 wurden rund 245.000 Tonnen Güter befördert, vor allem Mais, Brennstoffe, Getreide, Dünger, Tabak und Zucker. Von Moatize aus wird hauptsächlich Kohle transportiert.
Die auf der Nacala-Linie verkehrenden Kohlezüge bestehen in der Regel aus zwei Dieselloks an der Spitze, 60 Wagen, zwei weiteren Dieselloks in der Zugmitte gefolgt von 60 weiteren Wagen. Ein beladener Kohlezug kann somit ein Gesamtgewicht von bis zu 10.000 Tonnen und eine Länge von rund zwei Kilometern erreichen. Hierfür wurden zwischen 2014 und 2017 85 Neubau-Diesellokomotiven des Typs BB40-9W von General Electric in den USA beschafft. Die Neubau-Kohlewagen stammen von CSR China.

### Personenverkehr

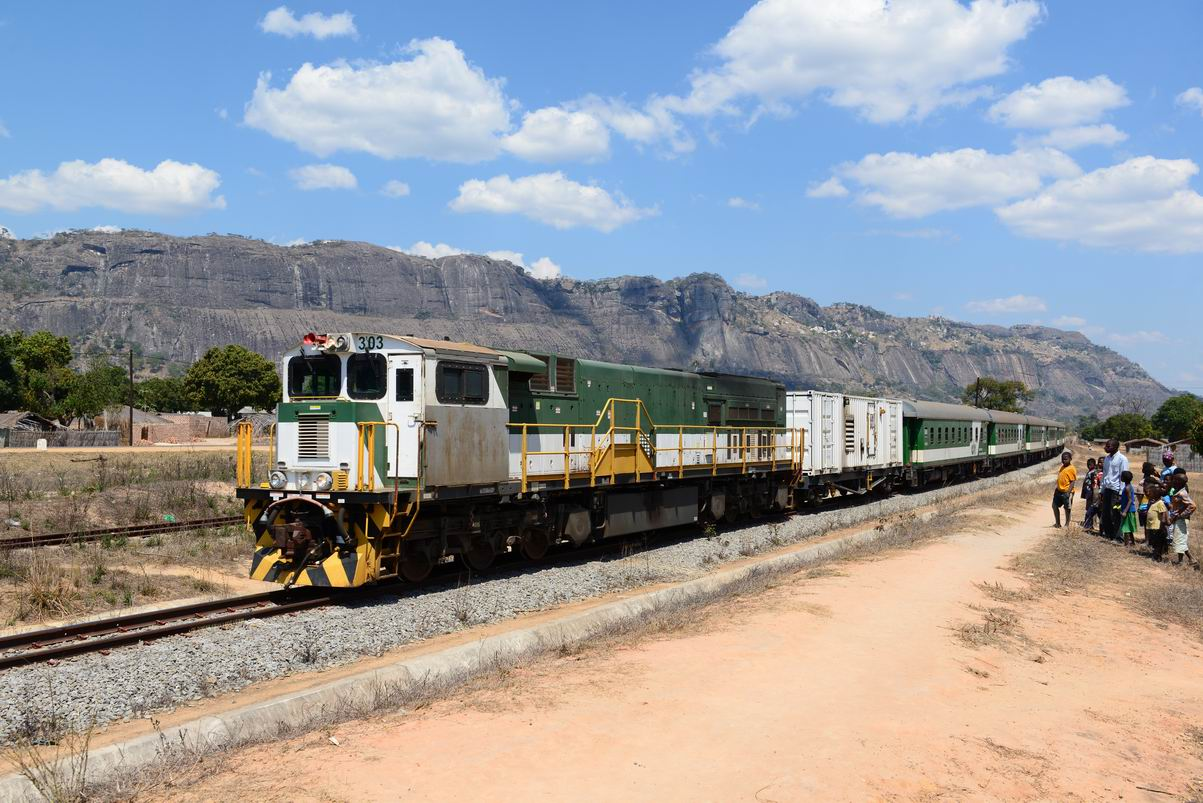
Personenzug Cuamba–Nampula im August 2018 bei Rente

Personenverkehr findet spärlich statt. Auf der Limpopo-Linie verkehrt wöchentlich ein Zugpaar von Maputo über Chókwe bis Chicualacuala an der Grenze zu Simbabwe, ein weiteres zwischen Maputo und Chókwe. Die Strecke nach Ressano Garcia wird täglich einmal befahren, die Verbindung Maputo–Marracuene (als Comboios Urbanos, deutsch „Städtische Verbindung“) im Großraum Maputo ebenfalls. Einmal pro Woche verkehrt ein Zugpaar zwischen Beira und Marromeu, ein weiteres Zugpaar verkehrt pro Woche zwischen Beira und Moatize. Die Strecke von Nampula nach Cuamba im Nacala-Korridor wird zweimal pro Woche von einem Reisezugpaar befahren. 2016 wurde der Verkehr auf der Strecke Cuamba–Lichinga aufgenommen.